# K7리그 대덕
K7리그 대덕(K7 League Daedeok)은 대한민국 대전광역시 대덕구에서 진행되는 축구 대회이다.

## 역사
2017년에 '디비전 7 대전광역시 대덕구 리그'라는 이름으로 시작되었으며 2017시즌부터 6개의 선수단이 리그에 참여하고있다.
2018년 대덕 위너스타 6부(대전시리그) 우승,2019년 5부(광역리그)우승 2019년 왕중왕전 3위 입상

## 시즌별 결과
| 시즌   | 권역 | 참가 | 우승                     | 준우승               | 승격 | 비고 |
| ------ | ---- | ---- | ------------------------ | -------------------- | ---- | ---- |
| 2017년 | 1개  | 6팀  | 대전 대덕 위너스타축구회 | 대전 대덕 백마축구회 |      |      |
| 2018년 | 1개  | 6팀  | 대전 대덕 백마축구회     | 대전 대덕 오정축구회 |      |      |
| 2019년 | 1개  | 7팀  | 대전 대덕 대덕축구회     | 대전 대덕 백마축구회 |      |      |

## 같이 보기
- K7리그